# Bob Marley Mausoleum

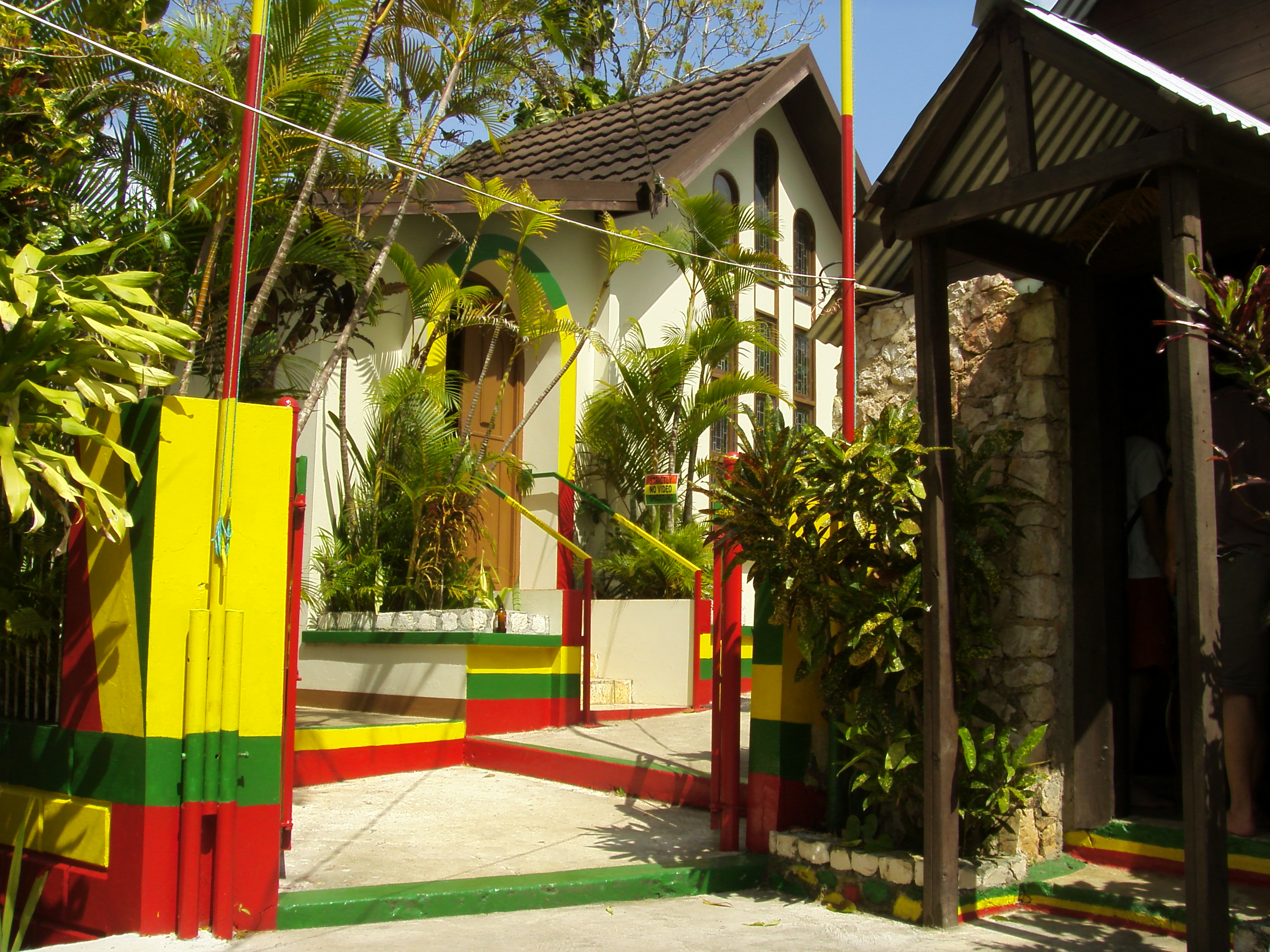
L'accesso alla tomba (sulla sinistra) e la casa natale (destra) di Bob Marley a Nine Mile

Il Bob Marley Mausoleum è la casa familiare/mausoleo situato nel villaggio di Nine Miles nella parrocchia di St.Ann in Giamaica nel Mar dei Caraibi, dove la leggenda giamaicana del reggae Bob Marley è nato e dove ha trascorso i primi dodici anni della sua infanzia, dove ha trovato ispirazione in molte canzoni del suo repertorio, ed è tornato regolarmente per rimanervi durante la sua vita, prima di essere sepolto con sua madre Mama Marley, dopo la sua morte l'11 maggio 1981 a Miami, all'età di 36 anni, a causa di un melanoma al piede destro, progredito fino al cervello causandone il decesso.

## Storia

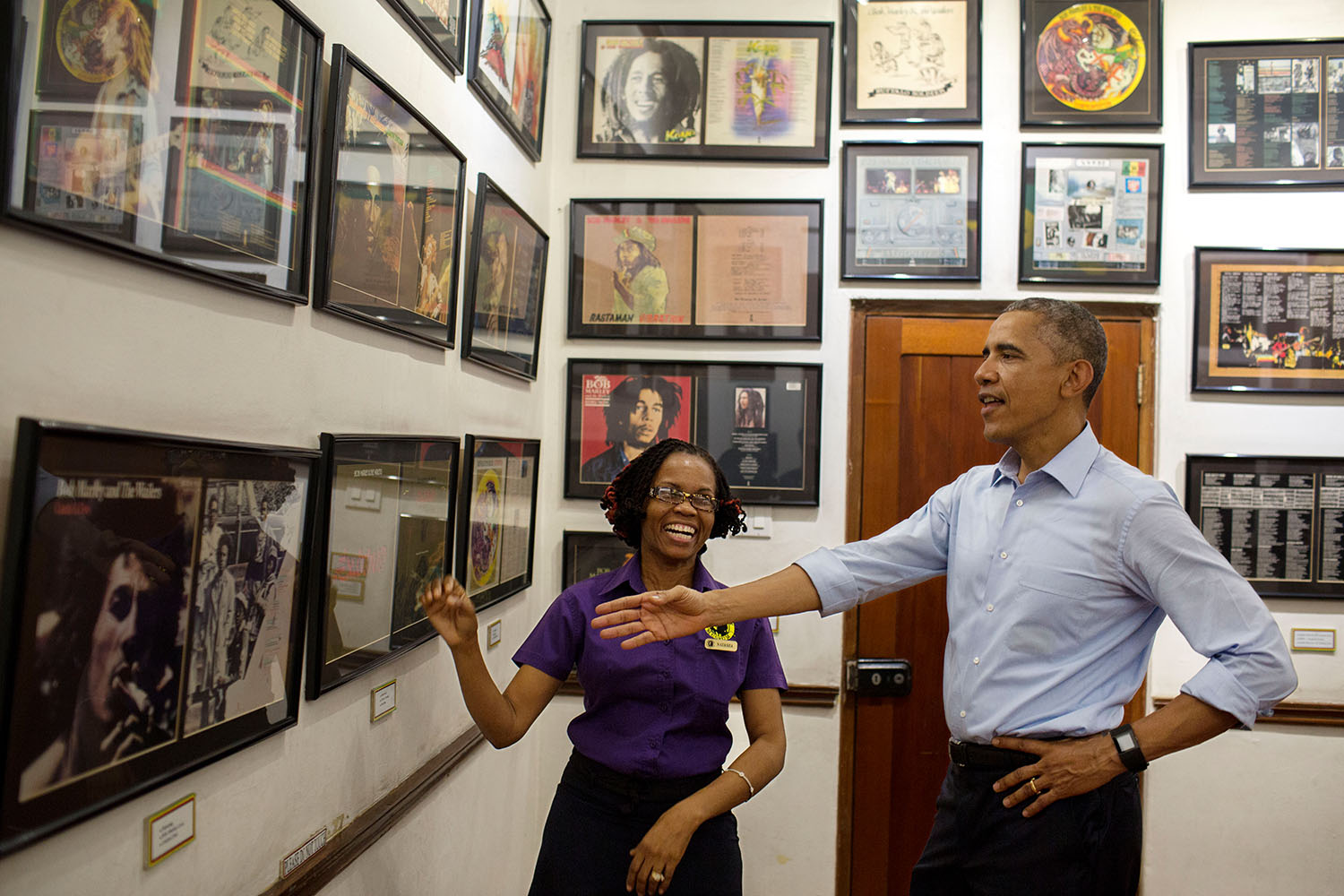
Il presidente Barack Obama al Bob Marley Museum di Kingston nel 2015

Bob Marley è nato il 6 febbraio 1945 da una famiglia contadina, piantatrice di caffè, cacao e banane, nella zona montuosa della parrocchia di St. Ann, vicino a Blue Mountains. Norval Sinclair Marley, suo padre giamaicano nato di origine inglese, era un ufficiale nella Royal Navy del dell'Impero britannico e sua madre Cedella Booker una cantante reggae e scrittrice Afro-caraibica (conosciuta come Mama Marley).
Nel 1957, all'età di 12 anni, lasciò la campagna di Nine Mile con sua madre per il ghetto di Trenchtown a Kingston, la capitale della Giamaica. Rimasta vedova nel 1955, sua madre sposò Taddeus Livingston di Nine Miles (padre di Bunny Wailer, amico d'infanzia di Bob Marley, allora fratellastro, con il quale formò il suo gruppo The Wailers con Peter Tosh nel 1963).
Lasciò la scuola in modo precoce, perché sapeva che la musica era la sua strada. Quindi  con il suo amico d'infanzia e fratellastro Bunny Wailer cominciò a creare filastrocche e canzonette.
Nel 1970 ha fondato con il suo gruppo The Wailers, il proprio studio di registrazione Tuff Gong Studio al 56 Hope Road a Kingston (90 km a sud-est di Nine Mile), il luogo della sua principale residenza giamaicana, dove risiede con la moglie. Rita Marley (del gruppo I Threes) fino alla sua morte nel 1981 (da ora il Bob Marley Museum). Durante la sua vita in tour mondiale, si rivitalizzerà e mediterà regolarmente a Nine Mile, quando sarà in Giamaica. Ha trovato l'ispirazione per molte canzoni del suo repertorio. Mentre voleva porre fine alla sua vita in Giamaica, troppo debole per il viaggio.
È scomparso durante il tour l'11 maggio 1981 al Cedars of Lebanon Hospital di Miami, all'età di 36 anni, con un cancro generalizzato. È stato sepolto il 21 maggio (dopo un funerale di stato a Kingston) nel mausoleo della cappella costruito vicino al suo luogo di nascita di Nine Miles, insieme alla sua Gibson Les Paul "Solid Body", il suo pallone da calcio, una pianta di marijuana e i suoi semi, un anello che indossava ogni giorno, donatogli dal principe etiope Asfa Wossen e una Bibbia.

## Mausoleo

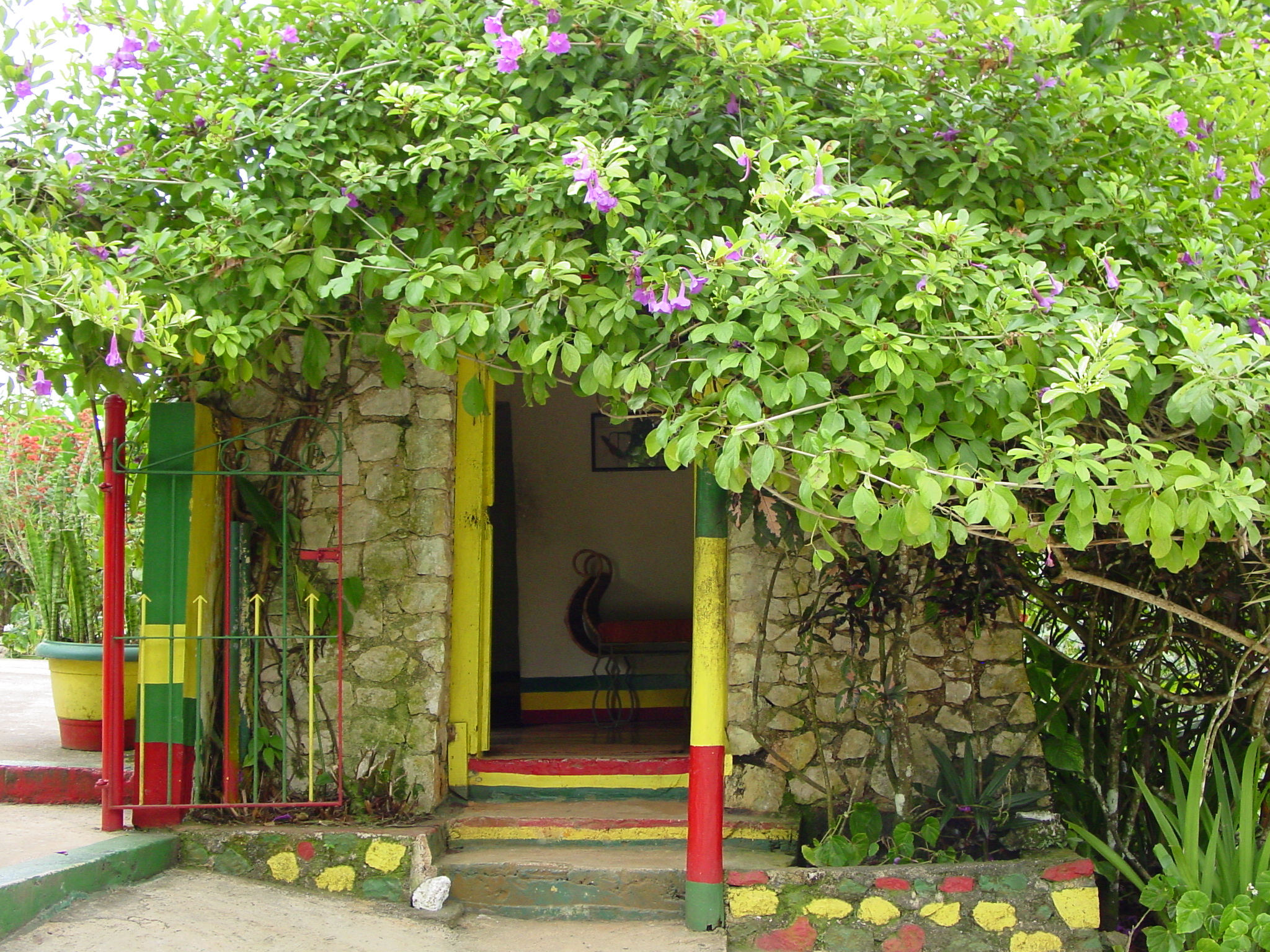
Entrata della casa di Bob Marley

Il suo luogo di nascita è stato vissuto da sua madre Cedella Booker fino alla sua morte nel 2008, poi gestita dalla vedova Rita Marley e dai suoi eredi. È poi stato trasformato in un museo a Bob Marley, con arredi e mobili originali restaurati, molti cimeli della star internazionale, la sua camera da letto e il suo letto, i suoi vestiti e costumi preferiti, numerosi dischi d'oro e di platino da tutto il mondo. Numerose foto e video, il suo giardino, il suo "One Love Café" e un negozio di souvenir per i turisti.
Due mausolei sono costruiti sulla proprietà: quello di Bob Marley (che da allora è diventato un importante luogo di pellegrinaggio internazionale per i suoi fan) e quello di sua madre Cedella Booker (Mama Marley, 1926-2008) che ha vissuto qui fino alla sua morte, come così come le tombe dei membri della sua famiglia.